# Vioolconcert (Sallinen)
Aulis Sallinen componeerde zijn Vioolconcert in 1968. Het is tot nu toe (2009) zijn enige vioolconcert gebleven. Het was zijn eerste werk binnen het genre concerto en volgde op een aantal korte werken voor solisten dan wel kleine ensembles. De aanleiding tot componeren was een verzoek van Oleg Kagan na het horen van Cadens en een wedstrijd uitgeschreven door de Finse Omroep voor vijf jonge componisten.
De muziek is licht, maar mysterieus. Dat laatste wordt mede veroorzaakt door de karakteristieke Sallinen fragmenten, die zijn ingebouwd. Deze voor hem zo typische klanken bestaan uit een chromatische licht dissonante akkoordenstructuur en herhalingen. Het tweede deel bevat een intro van vibrafoon, harp en piano; de vibrafoon wordt bespeeld met of de vingertoppen of met halfzachte stokken; harp en piano door een plectrum.

## Delen
1. Andante sostenuto
2. Larghetto (zonder pauze naar)
3. Allegro giocoso

## Orkestratie
1. 2 dwarsfluiten, 1 hobo, 1 klarinet, 1 fagot
2. 1 hoorn, 1 trompet, 1 trombone; geen tuba
3. 2x percussie waaronder vibrafoon; harp, piano
4. strijkinstrumenten

## Première
De eerste uitvoering vond plaats in Helsinki op 8 april 1970. Oorspronkelijk zou Kagan de première geven, maar hij kreeg geen visum; vandaar dat dirigent Okko Kamu de solist werd en dat de componist zelf het Ensemble voor hedendaagse muziek van de Finse Radio dirigeerde.

## Discografie en bron
- Uitgave BIS Records; Eeva Koskinen (viool); Tapiola Sinfonietta o.l.v. Osmo Vänskä
- Uitgave CPO: Jaakko Kuusisto; Staatphilharmonie Rheinland-Pfalz o.l.v. Ari Rasilainen